# Sidney Lumet
Sidney Lumet (n. 25 iunie 1924, Pennsylvania, SUA – d. 9 aprilie 2011, New York City, New York, SUA) a fost un regizor de film american cu peste 50 de filme printre care 12 Angry Men (12 oameni furioși) (1957), Serpico (1973), După-amiază de câine (1975), Network (Rețeaua) (1976) și Verdictul (1982), filme pentru care a fost nominalizat la Premiul Oscar pentru Cel mai Bun Regizor. 
Conform Encyclopedia of Hollywood, Lumet a fost unul dintre cei mai prolifici regizori ai erei moderne realizând, în medie, mai mult de un film pe an de la debutul său regizoral în 1957. Era recunoscut pentru abilitatea de a atrage actori mari în proiectele sale.
Una dintre temele sale constante pe parcursul carierei a fost "fragilitatea justiției și a poliției și corupția din cadrul lor" conform Biographical Dictionary of Film al lui Thomson.
Sydeny Lumet s-a născut în 1924 ca fiu al unor emigranți evrei din Polonia și a crescut  într-un cartier proletar din New York. Tatăl sau, Baruch Lumet, era actor și autor de programe radiofonice, iar mama sa Eugenia Wermus, era de asemenea actriță.
Lumet a început ca regizor off-Broadway, devenind apoi un foarte eficient regizor de film. Primul său film se numără și printre cele mai reușite din cariera lui: un film bine jucat și scris, un adevărat "film problematic", 12 Angry Men (1957), premiat cu Ursul de Aur la Festivalul internațional de film din Berlin din acalași an.
De-atunci Lumet și-a împărțit energia în realizarea altor filme de acest gen, dar și a unor adaptări după piese de teatru și romane. Ca urmare a regizării filmului 12 Angry Men, a devenit răspunzător de îndrumarea primului val de regizori care a făcut trecerea de la televiziune la cinema. În 2005 Lumet a primit un premiu Oscar pentru activitatea sa de o viață, pentru "serviciile strălucite aduse scenariștilor, actorilor și artei filmului". La fel este premiat și filmul Before the Devil Knows You’re Dead, produs în anul 2007.

## Filmografie selectivă
- 1957 12 oameni furioși (12 Angry Men)
- 1960 Orfeu în infern (The Fugitive Kind)
- 1962 Vedere de pe pod (A View from the Bridge)
- 1965 Colina (The Hill)
- 1966 Telefon pentru un mort (The Deadly Affair)
- 1969 Întâlnirea (The Appointment)
- 1973 Serpico
- 1974 Crima din Orient Express (Murder on the Orient Express)
- 1977 Equus
- 1981 Prințul orașului (Prince of the City)
- 1982 Verdictul (The Verdict)